# Augusto Petrilli
Pour les articles homonymes, voir Petrilli.
Pas d'image ? Cliquez ici

a Compétitions nationales et continentales officielles uniquement.

b Matchs officiels uniquement.
Dernière mise à jour le 21 février 2023.
Augusto Petrilli, né le 5 mai 1974 à Moreno (Argentine), est un joueur de rugby à XV argentin. Il joue en équipe d'Argentine et évolue au poste de troisième ligne (1,88 m pour 103 kg).

## Carrière

### En club
- Banco Nación  Argentine
- CA Bègles-Bordeaux  France
- 2003-2008 : CS Bourgoin-Jallieu  France

### En équipe nationale
Il a honoré sa première cape internationale en équipe d'Argentine le 4 décembre 2004 par une défaite 39-7 contre les Springboks.

## Palmarès
- 2 sélections en équipe d'Argentine en 2004 et 2005
- Équipe d'Argentine A : 5 sélections en 2005 et 2006